# Alice Auma
Alice Auma (ur. 1956, zm. 18 stycznia 2007 w Dadaab w Kenii) – Ugandyjka, założycielka Ruchu Ducha Świętego, kapłanka z plemienia Acholi, opozycjonistka, inicjatorka wybuchu wojny domowej oraz rzekoma wizjonerka i medium.

## Życiorys
Aumie, jako kapłance, miał objawić się duch – Lakwena (posłaniec), będący wysłannikiem Bożym, który nakazał jej walkę z „tyranią” rządu, złem oraz oczyszczenie Ugandy z niewiernych. Początkowo otoczyła się 300 mężczyznami, którym nakazała zachować duchową czystość.
W 1986 stworzyła Ruch Ducha Świętego, organizację zbrojno-religijną opartą na wierze chrześcijańskiej z elementami tradycyjnych wierzeń, opozycyjną w stosunku do sprawującego urząd prezydenta kraju Yoweri Museveni.
Skupione wokół Aumy dziesięć tysięcy fanatycznych wyznawców, doprowadziło do wybuchu wojny partyzanckiej na terenie całego kraju. Wyznawcy wierzyli między innymi, iż kule przeciwników zmieniać się będą w wodę. Walki trwały rok, a wojska Ruchu Ducha Świętego, zostały rozbite przez Wojsko Oporu Narodowego, reprezentujące siły rządowe. Po klęsce, Auma udała się do sąsiedniej Kenii, gdzie do śmierci żyła w obozie dla uchodźców Dadaab.
Pod koniec 1987 dzieło Alice Aumy podjął jej siostrzeniec Joseph Kony, który powołał do życia Armię Bożego Oporu (Lord’s Resistance Army), prowadzącą wojnę domową w kraju nieprzerwanie do dzisiaj. Podobnie jak Auma, Kony twierdzi, iż kieruje się wolą boską.
Śmierć Aumy została w Ugandzie przyjęta z ulgą, jako krok na drodze do uzyskania pokoju.